# Raymond Léon Rivoire
Pour les articles homonymes, voir Rivoire.
Raymond Léon Rivoire, né le 21 octobre 1884 à Cusset (Allier) et mort le 27 septembre 1966 à Paris (10e arrondissement), est un sculpteur français.

## Biographie
Antoine Joseph Léon Raymond Rivoire est né dans une famille bourgeoise ; son père, Pierre Barthélemy Arthur Rivoire, est propriétaire à Cannes et son grand-père paternel a été chef de division à la préfecture du Rhône. C'est du côté de sa mère, Clarisse Victoire Alice Millet, qu'il a des attaches bourbonnaises ; son grand-père, Louis Léon Millet, a été avoué à Cusset.
Élève d'Injalbert aux Beaux-Arts de Paris, il expose au Salon des artistes français en 1905. Il en reçoit une médaille d'argent en 1921 et d'or en 1929. Il expose en France et à l'étranger (Londres, Rome, Buenos Aires).
Une de ses œuvres majeures est la Diane au lévrier, dite encore Artémis. Un exemplaire monumental de cette statue trônait dans le grand salon du paquebot L'Atlantique (1931-1933). Des souvenirs épars de l'œuvre ont été retrouvés lors de la démolition qui a suivi son incendie. Des tirages de taille inférieure se trouvent dans plusieurs musées (musée du Louvre, musée de Newark (New Jersey, États-Unis), ainsi qu'au musée de Cusset qui conserve plusieurs de ses productions.
Par la suite, il réalise pour le paquebot Normandie (1935-1942) un bronze représentant Neptune tiré par un cheval marin (disparu dans l'incendie du navire à New York en 1942), dont un second exemplaire orne une fontaine à Cannes. 
Il est nommé chevalier de la Légion d'honneur le 29 décembre 1932 et décoré le 13 janvier 1933 par Jean Gautier, sous-directeur du conservatoire national des arts et métiers.
Sur la fin de sa vie, il a été pensionnaire, à Ris-Orangis, de la maison de retraite des artistes fondée par Dranem.

## Œuvres
- L'Enfant à la tortue, première œuvre présentée au Salon des artistes français, à 20 ans[6],[7].
- Centaure, exposé au salon des artistes français de 1914.
- Baigneuse[8], musée du Luxembourg.
- Jehanne d'Arc, cathédrale de Moulins.
- Chapelle Gillet, cimetière du Père-Lachaise, Paris.
- Monument aux morts de la Première guerre mondiale de Cusset (Allier), 1921[9].
- Soldat blessé, bas relief pour le monument aux morts de Châtel-Montagne (Allier), 1927.
- Bacchante ou Femme au panier de pampres, bronze.
- Femme au lévrier (Diane ou Diane chasseresse, ou Artémis), bronze, musée du Louvre, 1928 ; Cusset, musée de la Tour Prisonnière[10],[11],[12].
- Neptune tiré par un cheval marin ou Fontaine Rivoire[13],[14] Cannes, 1930.
- Supplice de Tantale, musée du Centre culturel Valery-Larbaud [15] à Vichy, 1935.
- Saint Louis juvénile, église Saint-Louis de Vichy, 1944.
- Statues de marbre de 1914[16] disposées dans divers espaces verts dont le parc Saavedra à La Plata (Argentine)[17] : L'enlèvement d'Europe par Zeus, L'Agriculture, L'Océan Atlantique[18], Le Rio de La Plata, …

Le Baiser de la Gloire
L'œuvre, datée de 1907, est un groupe en marbre de Carrare, exposé à l'hôtel de ville de Riom.